# Modicogryllus algirius
Modicogryllus algirius är en insektsart som först beskrevs av Henri Saussure 1877.  Modicogryllus algirius ingår i släktet Modicogryllus och familjen syrsor.

## Underarter
Arten delas in i följande underarter:
- M. a. algirius
- M. a. finoti